# Toulicia eriocarpa
Toulicia eriocarpa är en kinesträdsväxtart som beskrevs av Ludwig Radlkofer. Toulicia eriocarpa ingår i släktet Toulicia och familjen kinesträdsväxter. Inga underarter finns listade i Catalogue of Life.